# Karl Philipp Fischer
Pour les articles homonymes, voir Karl Fischer.
Karl Philipp Fischer, né le 5 mars 1807 à Herrenberg et mort le 25 février 1885 à Winnenden, est un philosophe allemand.

## Biographie
Karl Philipp Fischer, philosophe, devient privat-docent, puis professeur agrégé de philosophie à Tübingen, travaille à partir de 1841 comme professeur ordinaire à Erlangen, d'où il s'installe à Cannstatt en 1876, et meurt au sanatorium de Winnenthal près de Winnenden.

## Publications
- Die Freiheit des Willens (Tübingen 1833);
- Wissenschaft der Metaphysik (Stuttgart 1834);
- Idee der Gottheit (Stuttgart 1839);
- Spekulative Charakteristik und Kritik des Hegelschen Systems (Erlangen 1845);
- Die spekulative Dogmatik des Dr. Strauß (Tübingen 1841–42, 2 Hefte);
- Grundzüge des Systems der Philosophie (Frankfurt 1845–55, 3 Bde.), sein Hauptwerk; ferner:
- Über die Unwahrheit des Sensualismus und Materialismus (Erlangen 1855);
- Über die Unmöglichkeit, den Naturalismus zum ergänzenden Teil der Wissenschaft zu machen (Erlangen 1854; gegen Johann Eduard Erdmann, der darauf mit einem Denkzettel, Halle 1854, antwortete);
- Zur hundertjährigen Geburtsfeier Baaders (Erlangen 1865)